# Důl Thinnfeld
Důl Thinnfeld, také Nr. I, byl černouhelný hlubinný důl v katastrálním území Kladno v kladensko-rakovnické uhelné pánvi. Důl byl vybudován c. k. Kutební komisí a od roku 1855 byl v majetku Společnosti státní dráhy (dále StEG) ve Vídni. Důl byl provozován v letech 1854–1913.

## Historie
Hloubení jámy bylo zahájeno na jaře 1849 Státní kutební komisí se sídlem v Brandýsku. V roce 1853 byla zastižena hlavní kladenská sloj v hloubce 279 m. Dne 22. října 1854 byla jáma dohloubena na hloubku 286,415 m a byla pojmenována po významném geologovi a ministru orby a hornictví Ferdinandu z Thinnfeldu. V roce 1896 byla zahájena elektrifikace společně s dolem Kübeck, se kterým tvořil jediný provozní celek s provozní správou StEG na dole Kübeck. V dubnu 1904 zabila exploze důlních plynů 2 horníky. Těžba byla ukončena v roce 1913. Jáma byla zasypána a pozemky prodány firmě Kablo. V roce 1999 bylo v budově truhlárny, která byla později postavena nad jámou, provedeno ověření zásypu. Havarijní stav a konečné zabezpečení provedla akciová společnost ČMD Kladno v témže roce.

### Hloubení a těžení
Jáma byla hloubena v obdélníkovém profilu 6,0 × 1,9 m, kompletně vystrojena ve dřevě. Profil jámy byl rozdělen na tři oddíly. V severní části byl oddíl větrání o ploše 3,6 m², který byl od střední části – těžní oddělen zapaženými dřevěnými 60 mm silnými fošnami. V těžní části byly používány dvě dvouetážové klece s jedním vozíkem v etáži. Jižní část byla určena pro čerpání vody a pro lezní oddělení.
V roce 1894 byla uvedena do provozu první důlní elektrická lokomotiva na Kladně.

#### Těžní budova a těžní stroj
Uspořádání dolu odpovídalo centrálnímu typu těžní budovy s dominantní zděnou těžní věží na půdorysu písmene T. Po stranách byly nižší postranní křídla a zadní trakt byl určen pro strojovnu, kotelnu a komín. Nad jámou byla vestavěna konstrukce těžní věže z hraněného dříví vysoká 13,2 m (do úrovně os lanovnic). Lanovnice měly průměr 3,8 m a byly uzpůsobeny k vedení plochých lan. K těžbě byl používán parní stroj s kulisovým Stephensonovým rozvodem francouzské strojírny Schneider v Creusot. Parní válce měly průměr (vývrt) 0,50 m, zdvih pístu byl 2,0 m a jejich klika byla napojena přímo na hřídel lanových bobin. V kotelně bylo sedm válcových parních kotlů. V období 1895–1896 byla kotelna přestavěna a vybavena šesti trubkovými kotli systému Mac-Nicol s topeništěm systému Bolzano.
V roce 1901 byl v nové strojovně, postavené před strojovnou parního stroje, instalován elektrický těžní stroj Siemens-Halske a byl uveden do provozu 22. března 1902. Byl to první elektrický těžní stroj na Kladensku. Třífázový asynchronní motor o výkonu 80 HP a napětí 250 V přes ozubený převod poháněl dva cylindrické bubny o průměru dva metry a šířce jeden metr. Lana byla kulatá, rychlost na laně byla 3,1 m/s. Dvouetážová klec zavěšená na laně měla hmotnost jednu tunu, později se její hmotnost zvýšila. Vozíky měly hmotnost 260 kg (před rokem 1896) a mohly vyvést náklad 550 kg uhlí a později až 700 kg uhlí. Elektrický těžní stroj byl v roce 1913 přemístěn na důl Kübeck, kde byl v provozu až do uzavření dolu v roce 1997.

#### Třídírna
Byla dobývána hlavní kladenská sloj radnických vrstev kladenského souvrství o mocnosti 11,7 m v hloubce 279 m.
Na třídírnu dolu Thinnfeld byla přiváděna hlavně těžba u dolu Kübeck dopravní dvojkolejnou štolou dlouhou 289 m. Původní jednoduchá suchá třídírna měla rošty, třídící buben a vybírací pásy. V roce 1890 byla uvedena nová třídírna s vyšší kapacitou. Uhlí z výklopníků směřovalo na třídící rošt typu Briart s roztečí 90 mm, propadlé uhlí putovalo po podélně nakloněných sítech, kde se vytřídilo na kostku, ořech a krupici. Na dalších sítech byla oddělena krupice II a mour (zrnitost pod 6,6 mm). Síta v třídírně byla poháněna stojatým parním strojem přes klikové hřídele. Parní stroj měl výkon 30 HP a byl dodán firmou Breitfeld & Daněk v Praze. Vytříděné uhlí bylo nakládáno pomocí sklopných vozíků z rampy. Později byly postaveny nakládací zásobníky, do kterých bylo uhlí z třídírny dopravováno kloubovými dopravními pásy.

#### Čerpání vody a větrání
K odvodnění dolu bylo použito složení čtyř důlních pump, které pomocí dřevěných táhel byla poháněna parním strojem Cornwall s vahadlem a kondenzačním zařízením dodaným Strojírnou Štěpánov na Moravě.
Větrání zabezpečoval ventilátor systému Lemielle, který byl umístěn ve zvláštní budově. Ventilátor s větrným oddělením jámy byl propojen 13,6 m dlouhým zděným kanálem o profilu 1,5 × 1,5 m. V záloze byl připravený exhaustor systému Korting. V roce 1900 byly uvedeny do provozu nové větrníky systému Schielle.

## Další
Na jižní straně areálu dolu Thinnfeld byly vybudovány rozsáhlé mechanické dílny, které zabezpečovaly opravy pro všechny doly StEG. Byly zde budovy hlavního skladiště a dělnického konzumu. Dále se zde nacházela továrna na výrobu drátěných lan, později společnost Kablo. V blízkosti dolu byla postavena kolonie, která byla zbourána a místo ní postaveny objekty Kladenské kabelovny.